# 吡啶盐酸盐
吡啶盐酸盐是吡啶和氯化氢形成的盐，化学式为C5H6NCl。

## 制备
吡啶盐酸盐可由干燥的氯化氢气体通入吡啶的二氯甲烷溶液得到，产物以白色固体的形式从溶液中析出。
{\displaystyle {\ce {C5H5N + HCl -> C5H6N+Cl-}}}